# (635) Vundtia
(635) Vundtia – planetoida z grupy pasa głównego asteroid okrążająca Słońce w ciągu 5 lat i 212 dni w średniej odległości 3,14 j.a. Została odkryta 9 czerwca 1907 roku w Landessternwarte Heidelberg-Königstuhl w Heidelbergu przez Karla Lohnerta. Nazwa planetoidy została nadana na cześć Wilhelma Wundta, niemieckiego psychologa. Przed jej nadaniem planetoida nosiła oznaczenie tymczasowe (635) 1907 ZS.